# Championnat de France féminin de water-polo 2024-2025
Navigation
Édition précédente Édition suivante
Le Championnat de France de water-polo Elite 2024-2025 est une compétition organisée par la Fédération française de natation (43e édition du championnat de France de water-polo). Le championnat est le plus haut niveau du water-polo féminin en France.

## Équipes participantes
Le Mulhouse Water-Polo, vice-champion en titre, ne participe pas à la compétition et met un terme au projet féminin.
| \| Lille MWP ON Nice Toulon WP ASPTT Nancy SCN Choisy-le-Roi Union Saint-Bruno INSEP NC angérien \| Localisation des clubs engagés dans le championnat de France Elite. |
| Lille MWP ON Nice Toulon WP ASPTT Nancy SCN Choisy-le-Roi Union Saint-Bruno INSEP NC angérien                                                                           |

| Club                       | Classement 2022-2023 | Entraîneur | Piscine                            | Ville               |
| -------------------------- | -------------------- | ---------- | ---------------------------------- | ------------------- |
| Lille Métropole Water-Polo | 1er                  |            | Piscine olympique Marx Dormoy      | Lille               |
| ASPTT Nancy                | 3e                   |            | Piscine du Lido                    | Nancy               |
| INSEP                      | 4e                   |            | Complexe aquatique Christine Caron | Paris               |
| Olympic Nice Natation      | 5e                   |            | Palais des sports Jean-Bouin       | Nice                |
| USB Bordeaux               | 6e                   |            | Piscine judaïque                   | Bordeaux            |
| Nautic Club angérien       | 7e                   |            | Centre aquatique Atlantys          | Saint-Jean d'Angély |
| Toulon Water-Polo          | 1er de N1            |            | Piscine de Port Marchand           | Toulon              |
| SCN Choisy-le-Roi          | 2e de N1             |            | Piscine Jean Andrieu               | Choisy-le-Roi       |

## Saison régulière
Le classement est calculé avec le barème de points suivant :
- la victoire vaut trois points,
- la défaite vaut zéro point,
- la victoire aux tirs au but vaut deux points,
- la défaite aux tirs au but vaut un point.

En cas de match nul, à la fin du temps réglementaire, une séance de tirs au but désigne le vainqueur du match.
À la mi-saison, les quatre équipes les mieux classées se qualifient pour le Trophée Alice Milliat (Coupe de France féminine de water-polo). Le club hôte de la compétition est qualifié automatiquement. Si celui-ci n'est pas dans le top 4 à la mi-saison, les trois meilleures équipes au classement se qualifient.
Au terme de la phase régulière, les équipes à égalité sont départagées d'après le score cumulé de leurs deux matches. Si nécessaire, les scores cumulés puis le nombre de buts inscrits face à chacune des autres équipes, selon leur classement, seront utilisés, voire une séance de tirs au but dans les cas ultimes. Les quatre meilleures équipes sont qualifiées pour la phase finale sous forme de demi-finale : le 1er contre le 4e et le 2e contre le 3e. Le match aller se fera chez le club le moins bien classé à l’issue de la saison régulière. Le match retour et le match d’appui éventuel le lendemain, se feront chez le club le mieux classé à l’issue de la phase régulière. L'équipe classée à la dernière place de saison régulière dispute un barrage en match aller/retour contre le club classé 2e de Nationale 1.